# Leudelingen
Leudelingen (luxemburgisch Leidelengⓘ, französisch Leudelange) ist eine Gemeinde im Großherzogtum Luxemburg und gehört zum Kanton Esch an der Alzette.
In Leudelange befindet sich die einzige Müllverbrennungsanlage im Großherzogtum Luxemburg. Die Müllverbrennungsanlage Leudelange ging 2010 in Betrieb und verfügt über eine einzige Linie mit einem Durchsatz von 480 Tonnen pro Tag. Der mit der Anlage verbundene Generator hat eine Leistung von 17 MW und der Kamin der Anlage ist 82 Meter hoch.

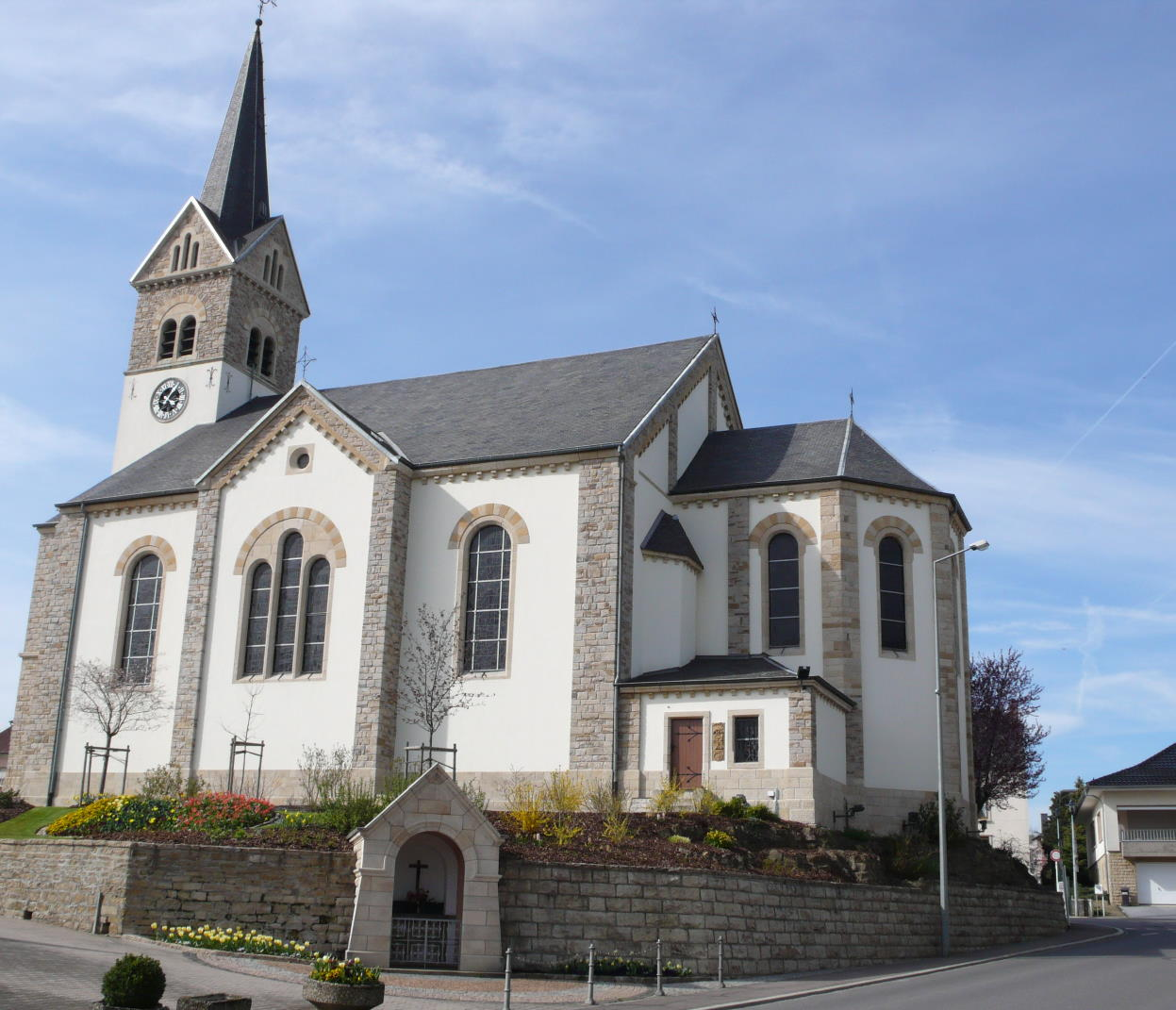
Kirche

Die Gemeinde Leudelingen besteht aus den Ortschaften:
- Leudelingen
- Schlewenhof
- Leudelange Gare

## Geschichte
Seit dem 8. Jahrhundert kann Besitz des Klosters Prüm in „Lullingas“ urkundlich nachgewiesen werden: Zuerst 786 (Quelle: Regnum Francorum online Luxemburg Nr. 049) und dann 893 (Quelle: Regnum Francorum online MRhUB 135 Kap. 34). Was mit diesem Klosterbesitz später geschah, muss von Historikern noch erforscht werden.
Im Jahr 1856 wurde Leudelingen von Reckingen/Mess losgelöst und damit die Gemeinde Leudelingen gegründet. 1900 erhielt Leudelingen durch die Bahnstrecke Luxemburg-Petingen einen Bahnhof. 1821 hatte der Ort 282 Einwohner, im Jahr 2021 2704 Einwohner.
Bevölkerungsentwicklung von 1821–2021
1974 wurde der Grundstein für die einzige Müllverbrennungsanlage in Luxemburg gelegt. Betreiber ist das Syndicat intercommunal pour la destruction des ordures (Interkommunales Syndikat (Zweckverband) zur Müllvernichtung, Sidor), das von Gemeinden aus den Kantonen Esch an der Alzette, Luxemburg und Capellen gebildet wird. Die Anlage wurde bis 1985 auf drei Öfen ausgebaut, 2010 wurde sie durch eine neue Müllverbrennungsanlage ersetzt.

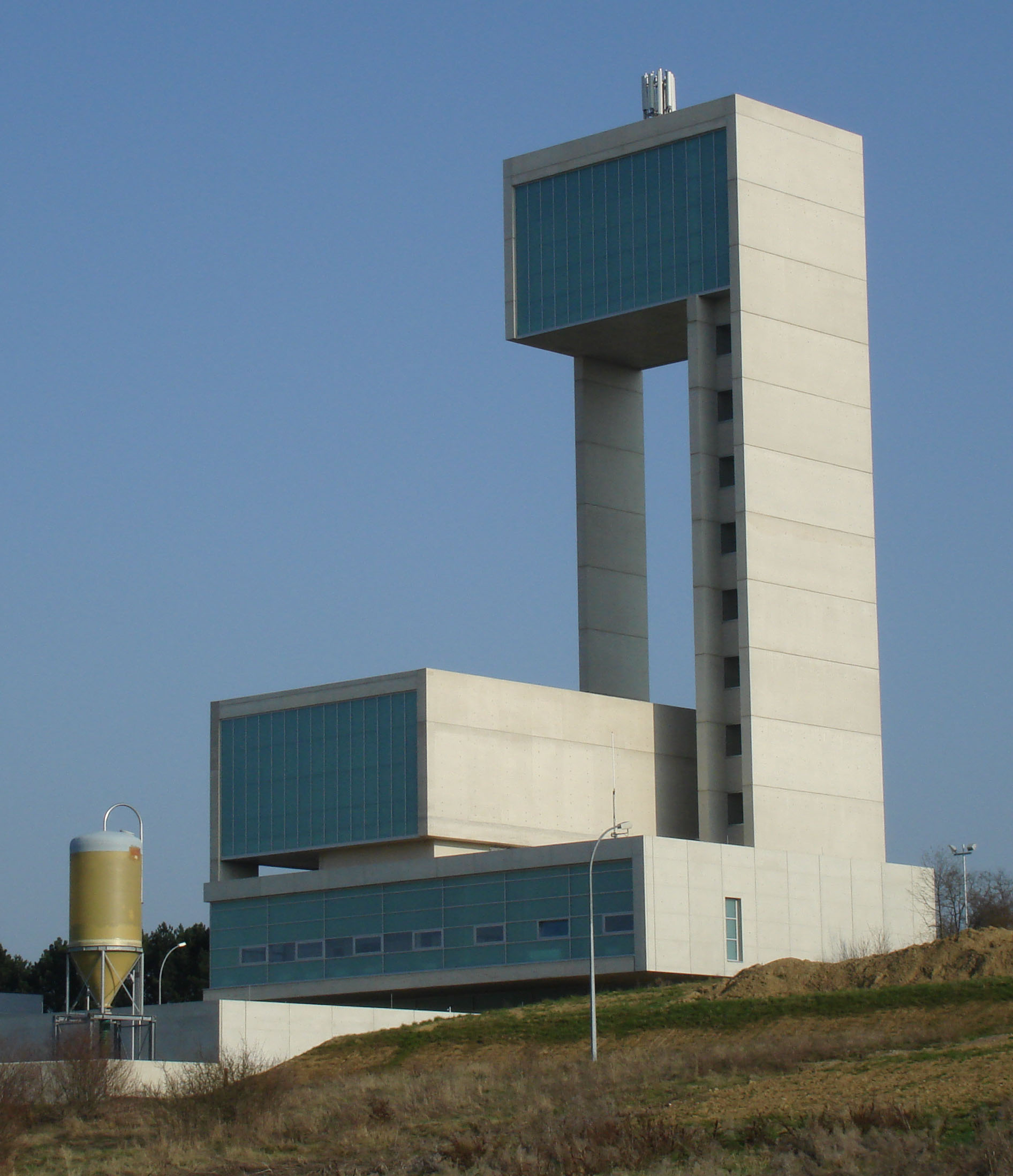
Neuer Wasserturm

## Wappen
Die ursprünglich französische Blasonierung des Leudelinger Wappens lautet: „D’Or à l’ours de sable au chef de gueules chargé de trois merlettes d’argent“, was auf Deutsch: „Über einem goldenen Feld darin ein aufgerichteter schwarzer Bär, ein rotes Schildhaupt belegt mit drei silbernen Merletten“ bedeutet. Der aufrechtstehende schwarze Bär im goldenen Feld stammt aus dem Wappen der Benediktinerabtei St. Maximin in Trier. Die Legende erzählt, dass der St. Maximinsabt Fridolin auf seinen Reisen stets einen gezähmten Bären mitführte, und dass infolgedessen die mächtige Trierer Abtei dieses Tier zu ihrem Wahrzeichen erkor.

## Neuer Wasserturm
Mit einer Höhe von 58 m gehört das Gebäude mit dem neuen Wasserturm zu den zehn höchsten Gebäuden in Luxemburg. Dieser Wasserturm versorgt zusammen mit dem alten Wasserturm das Zentrum von Leudelingen. Beide haben ein Volumen von 500 m³. Es werden 900 Kubikmeter Wasser geliefert. Das Projekt wurde von der Europäischen Union im Rahmen des „Fonds Européen de Développement Régional“ mitfinanziert. Der Bau begann am 14. Juli 2005 und wurde am 13. Juni 2008 abgeschlossen.

## Persönlichkeiten
- Norbert Sinner (1907–1945), Radrennfahrer
- Gaston Dumont (1932–1978), Radrennfahrer